# Tekov

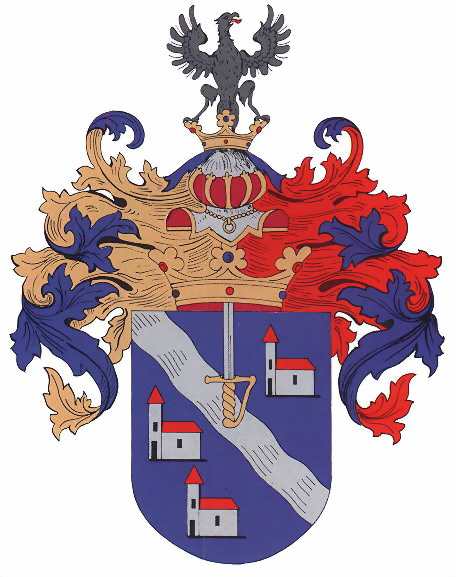
Znak regionu Tekov

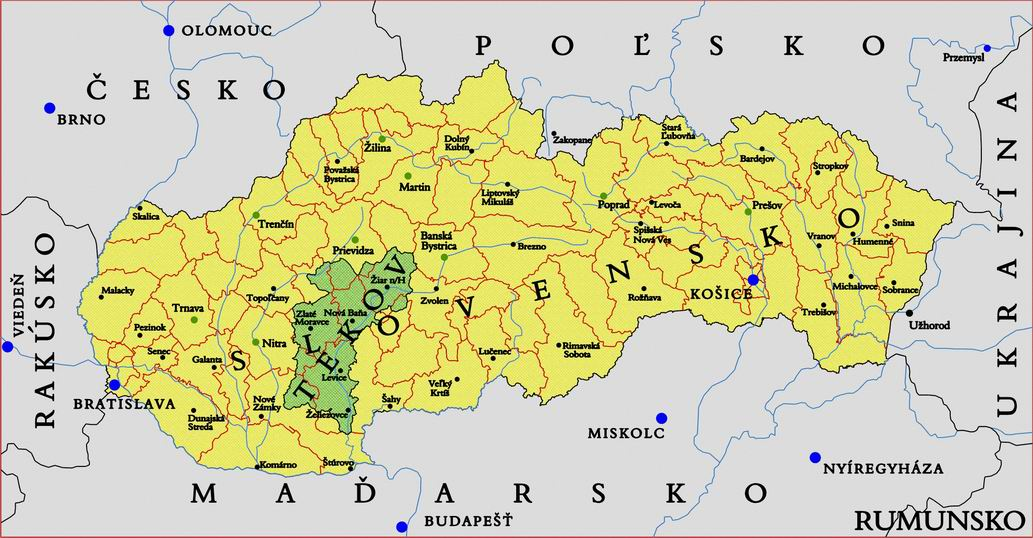
Tekov na dnešním Slovensku

Tekov (latinsky comitatus Barsiensis, maďarsky Bars, zřídka německy Barsch) je region na západním a středním Slovensku. Rozkládá se v okolí řeky Hron, mezi pohořími Vtáčnik, Pohronský Inovec, Štiavnické vrchy a Kremnické vrchy a zasahuje do Podunajské pahorkatiny. Dnes je administrativně rozdělen mezi Banskobystrický kraj (okresy Žarnovica a Žiar nad Hronom) a Nitranský kraj (okresy Levice a Zlaté Moravce), s malou částí v Trenčínském kraji.
Tekovská župa vznikla v 11. století a její sídlo bylo zřízeno nejprve ve hradu Tekov, později ve hradu Levice, od roku 1580 v Topoľčiankách a od pozdního 18. století do zániku župy ve Zlatých Moravcích.